# Brunch framework
Brunch Framework es un Framework el cual permite generar imágenes del sistema operativo Chrome OS. El objetivo principal de este Framework es el de brindar una forma de instalar Chrome OS en dispositivos que no son Chromebooks.

## Idea principal
La idea de Brunch Framework es brindar de forma directa imágenes para ser instaladas. Asimismo, no solo brinda una instalación fresca, sino que también cambia el kernel del sistema con el fin de añadir un soporte más genérico para la mayoría de ordenadores.
La principal diferencia con respecto a los sistemas operativos basados en Chromium OS es que este framework provee una imagen de Chrome OS, lo cual permite acceder a herramientas como Play Store (que solo es soportada por Chrome OS) así como permitir ejecutar el sistema en dispositivos no soportados por Cloudready o Chromium OS (por ej. por problemas de drivers).

## Funcionamiento
El método que se emplea para generar imágenes instalables del sistema consiste en tomar una imagen del sistema que el usuario provee (normalmente compilaciones oficiales desde los servidores de Google obtenidas desde sitios web que las proveen) y añadir el Framework de Brunch en conjunto con otros parches todo esto con la ayuda de un script que el mismo framework provee.
Una vez que se genera esta imagen, se procede a instalar empleando distintos métodos dependiendo de la plataforma en la cual se trabaja (o el tipo de instalación).